# Braniștea (okręg Mehedinți)
Braniștea – wieś w Rumunii, w okręgu Mehedinți, w gminie Braniștea. W 2011 roku liczyła 1323 mieszkańców.